# 야베 지로
야베 지로(일본어: 矢部 次郎, 1978년 5월 26일 ~ )는 일본의 전 축구 선수이다.

## 구단 경력
과거 나고야 그램퍼스 에이트, 사간 도스에서 활동하였다.